# Chiesa di Santo Stefano (Rogno)

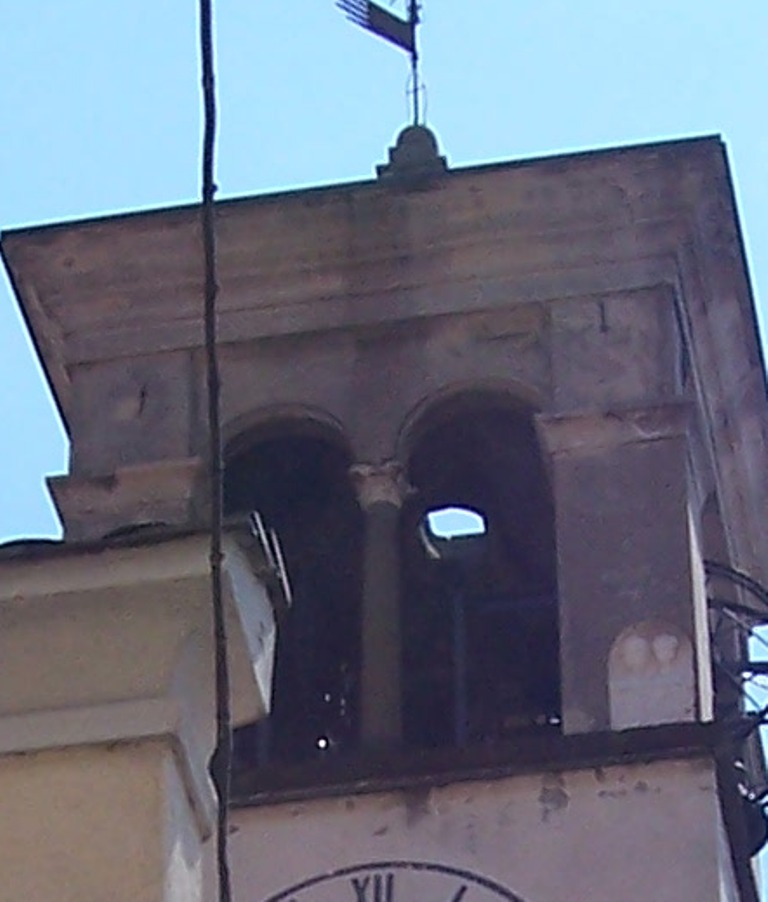
Dettaglio del campanile, con lapide romana riutilizzata

La chiesa arcipretale plebana di Santo Stefano Protomartire è il principale luogo di culto cattolico di Rogno, in val Camonica, in provincia di Bergamo, nel territorio della diocesi di Brescia.

## Storia e descrizione
Si tratta di un edificio ecclesiale più volte ricostruito che contiene nella facciata resti della precedente chiesa, dall'aspetto longobardo-protoromanico.
La prima costruzione risale all'VII secolo e le tracce superstiti si trovano nell'attuale facciata, rare testimonianze, assieme alla basilica autarena di Fara Gera d'Adda di reperti architettonici longobardi in area bergamasca.
A seguito dei danneggiamenti subiti nel 1064, a causa di un terremoto, la chiesa fu ricostruita con una struttura basilicale per essere, poi, nuovamente riedificata dopo il terremoto del 1222 che colpì pesantemente il paese.
In principio al XIII secolo il prestigio della pieve era ormai caduto e la curia risiedeva a Montecchio
La maggior parte delle decime erano state date in investitura dal vescovo di Brescia a vassalli locali in particolare, ai Federici e ai Celeri.
Fu ampliata e modificata nel corso del XVI secolo-XVII secolo in seguito ai decreti (marzo-settembre 1580) del visitatore apostolico card. Carlo Borromeo, arcivescovo di Milano. Assunse l'aspetto attuale dopo i restauri del 1986.